# Долгобродское водохранилище
Долгобродское водохранилище — создано на реке Уфа в 1990 году (строительство плотины начато в 1977 году). Плотина находится в 10 км к югу от п. Нижний Уфалей. При заполнении была затоплена территория вдоль Уфы и её притоков.
Площадь зеркала — 35,2 км², длина около 20 км, максимальная ширина около 2 км. Средняя глубина достигает 6 м, максимальная — 25 м. Полный объём составляет 0,333 км³, в том числе полезный — 0,273 км³. Дно водохранилища илистое, местами каменистое. Высота над уровнем моря — 351 м.
В водохранилище впадают речки (притоки Уфы): Кизил, Большая и Малая Егуста, Сабанаиха, Шигир, Тахта, Большая Тагашка и другие.
Долгобродское водохранилище было построено для снабжения водой Челябинска, Копейска, Кыштыма. По проекту вода по каналу подается из реки Уфа в водохранилище на реке Кыштым (полный объём 25 км³), далее по каналу попадает в Аргазинское водохранилище и затем в Шершнёвское водохранилище, откуда и осуществляется водозабор для Челябинска. Изначально планировалось соединить водоёмы через озеро Увильды, но проект был признан экологически опасным. В итоге, в 1992 году начато строительство обходного канала. В 2009 году состоялся пробный пуск, при котором были выявлены технические недостатки; в 2012 строительство было остановлено, но в конце того же года проект по его завершению был включён в программу развития водохозяйственного комплекса России.
Водятся судак, щука, окунь, лещ, плотва, язь и другие виды пресноводных рыб, характерных для водоёмов Среднего Урала.